# Kálmánháza
Kálmánháza är en ort i Ungern.   Den ligger i provinsen Szabolcs-Szatmár-Bereg, i den nordöstra delen av landet, 190 km öster om huvudstaden Budapest. Kálmánháza ligger 115 meter över havet och antalet invånare är 2 086.
Terrängen runt Kálmánháza är mycket platt. Runt Kálmánháza är det ganska tätbefolkat, med 129 invånare per kvadratkilometer. Närmaste större samhälle är Nyíregyháza, 12,8 km nordost om Kálmánháza. Trakten runt Kálmánháza består till största delen av jordbruksmark.